# Balacra compsa
Balacra compsa là một loài bướm đêm thuộc phân họ Arctiinae, họ Erebidae.